# Ivan Naumovyč
Ivan Naumovyč, v dobové české publicistice též Ivan Naumovič, cyrilicí Іван Наумович, polsky též Iwan Naumowycz (14. ledna 1826 Kizliv – 16. srpna 1891 Novorossijsk), byl rakouský řeckokatolický, později pravoslavný duchovní a politik rusínského (ukrajinského) původu (ovšem zastánce kulturní a jazykové orientace na Rusko) z Haliče, v 2. polovině 19. století poslanec Říšské rady.

## Biografie

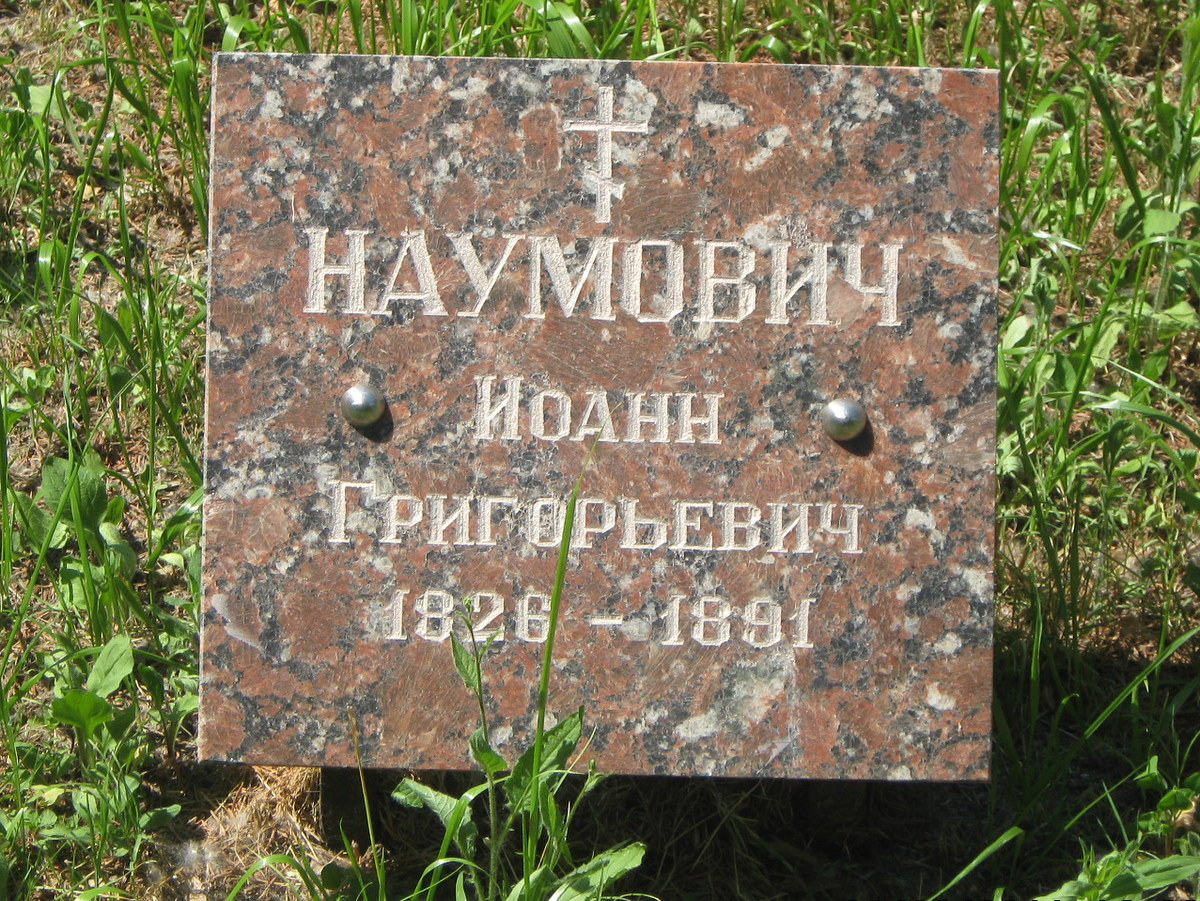
Náhrobek Ivana Naumovyče

Byl jedním z hlavních představitelů rusofilského směru mezi haličskými Rusíny. Působil jako kněz, vydavatel listu Nauka. Propagoval kulturní a jazykovou orientaci východoslovanské populace v Haliči na Rusko. V roce 1866 začal v tomto duchu vydávat noviny Slovo. V roce 1874 se podílel na vzniku osvětového spolku Tovarystvo imeni Michaila Kačkovskoho. Působil i jako spisovatel. Koncem 60. let se uvádí jako duchovní na farnosti Hrosěnka.
Angažoval se taky politicky. Zasedal jako poslanec Haličského zemského sněmu. Byl i poslancem Říšské rady (celostátního parlamentu), kam usedl v prvních přímých volbách roku 1873, za kurii venkovských obcí v Haliči, obvod Tarnopol, Zbaraj, Skałat atd. V roce 1873 se uvádí jako Johann Naumowicz, řeckokatolický farář, bytem Skalat. V parlamentu zastupoval provládní rusínský blok. Ten v roce 1873 čítal 15-16 poslanců (jeden poslanec, Stepan Kačala, kolísal mezi rusínským a polským táborem). Naumovyč náležel mezi deset rusínských poslanců z řad řeckokatolického kléru. Rusíni zpočátku v roce 1873 tvořili jen volnou skupinu, která v parlamentu vystupovala jako spojenec německorakouské centralisticky a liberálně orientované Ústavní strany. Brzy však vznikl samostatný Rusínský klub. Jako člen Rusínského klubu se uvádí i v roce 1878.
V roce 1882 získal publicitu jako účastník procesu, ve kterém byla skupina jedenácti haličských Rusínů žalována z velezrady. Popudem byla snaha jedné malé řeckokatolické komunity přestoupit k pravoslaví. Soud kladl obžalovaným za vinu, že šlo o širší plán, v jehož rámci chtěli odtrhnout východní Halič od monarchie a připojit ji k Rusku. Naumovyč byl mezi podezřelými z iniciování této akce. V důsledku svých názorů prezentovaných v rámci obhajoby byl exkomunikován z řeckokatolické církve. Potom se přestěhoval do Ruska.
Zemřel v srpnu 1891. V roce 1894 mu byl v Kyjevě odhalen pomník nákladem Slovanského spolku.